# Amphithéâtre Castrense

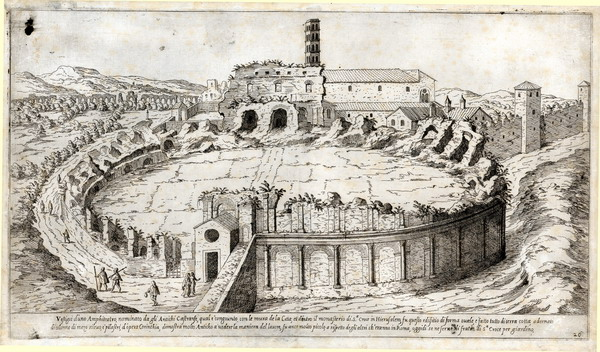
Étienne Dupérac (ca. 1525-1604), eau-forte. L'amphithéâtre Castrense, avec la basilique Sainte-Croix-de-Jérusalem et le mur d'Aurélien.

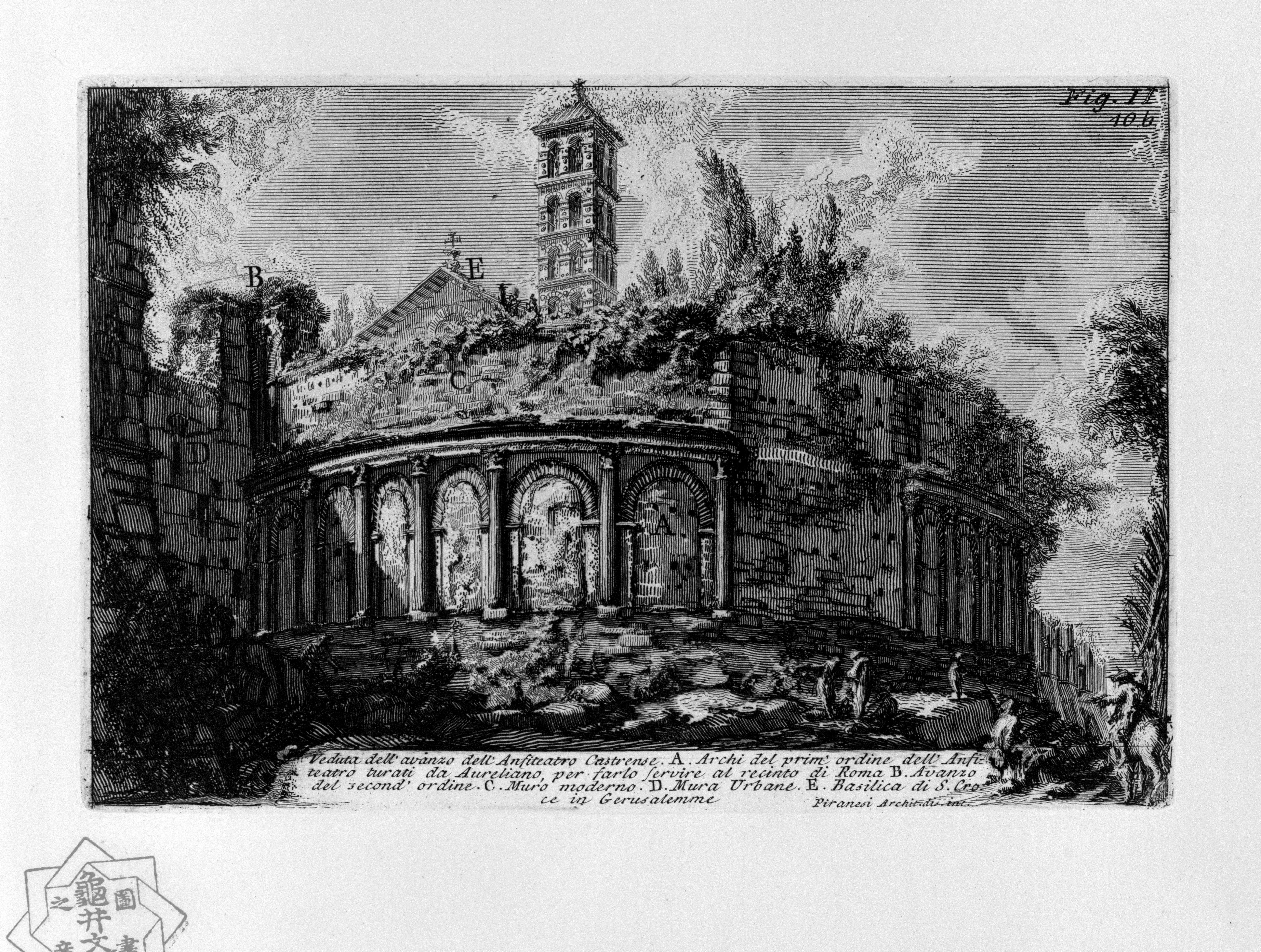
Amphitheatrum Castrense, gravure de Piranèse, 1756.

L'amphithéâtre Castrense (en latin : amphitheatrum Castrense) est un amphithéâtre romain situé à Rome, à l’extrême limite orientale de la ville antique, sur le tracé du mur d'Aurélien.

## Localisation
L'amphithéâtre se trouve près du Sessorium et de son palais, auquel il est probablement lié. Il est cité dans le Catalogue des Régions pour la Région V - Esquiline, seul document dans lequel son nom est attesté.

## Histoire

### Un amphithéâtre réservé à l'empereur (IIesiècle)
La période la plus probable pour la construction de cet édifice est la première moitié du IIIe siècle, vraisemblablement sous le règne d'Élagabal, entre 218 et 222. Castrense signifierait « appartenant à la cour impériale », plutôt que « campement militaire ». 
Il fait probablement partie des édifices annexes du palais du Sessorium, complexe résidentiel impérial commencé par Septime Sévère et terminé par Élagabal. Cet empereur, qui apprécie particulièrement les jeux du cirque et les combats de gladiateurs, aurait doté le complexe impérial d’un amphithéâtre et d'un cirque, le cirque de Varus, réservés à ses hôtes et à lui-même. L'amphithéâtre, où sont mis en scène des spectacles et des manœuvres militaires en l'honneur de la cour impériale, est resté en usage jusqu'à la construction du mur d'Aurélien.

### Incorporation au mur d'Aurélien (IIIesiècle)

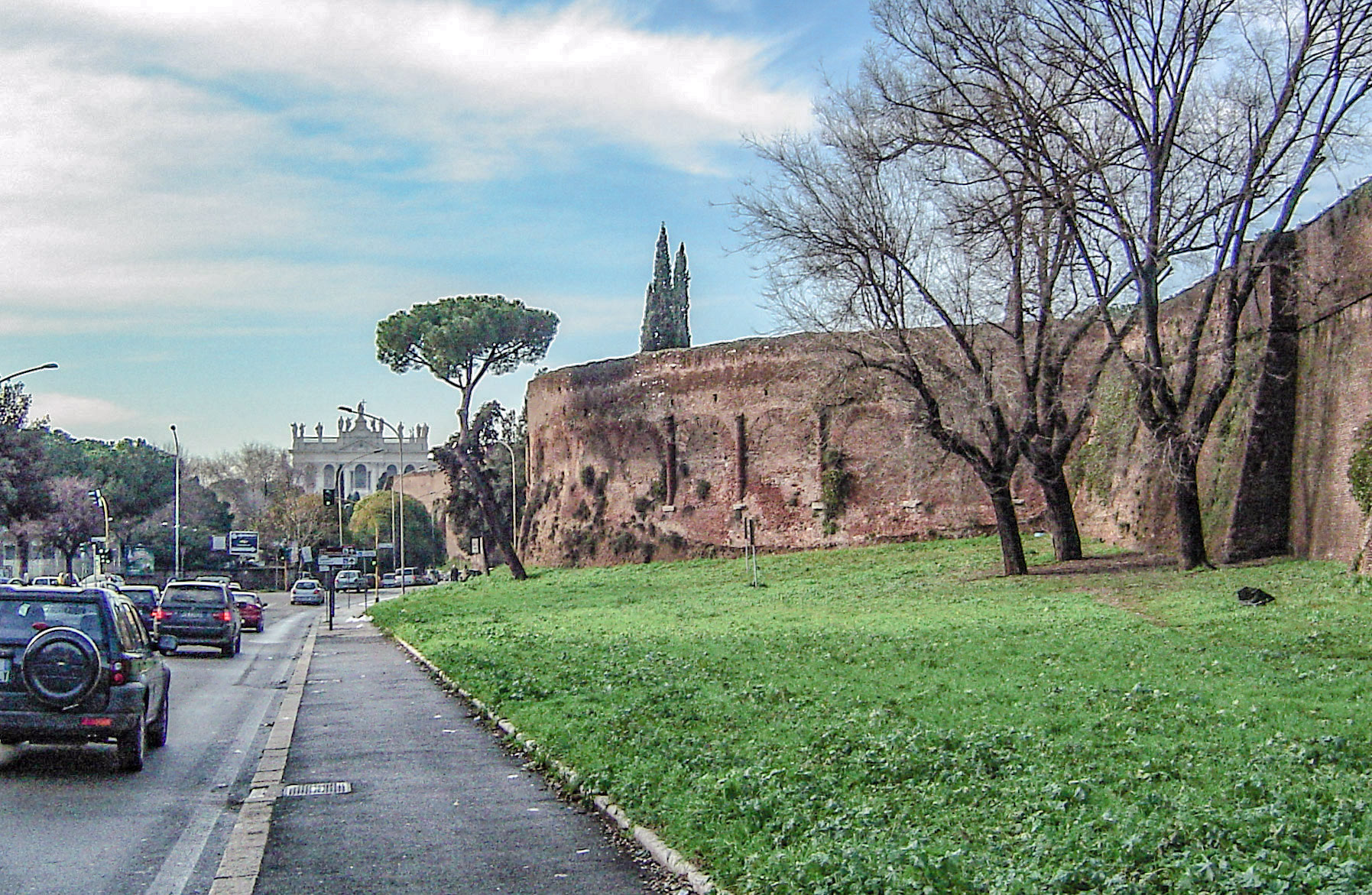
Mur d'Aurélien et amphithéâtre Castrense, côté sud (extérieur). En arrière-plan, la basilique Saint-Jean-de-Latran.

Il est plus tard incorporé dans le mur d'Aurélien, construit entre 270 et 275 pour défendre Rome, de manière à réduire les coûts et avancer les travaux plus rapidement. De nombreux autres monuments, comme la pyramide de Cestius ou les aqueducs de la Porte Majeure, ont connu le même sort. 
Le mur d'Aurélien rejoint l’amphithéâtre au milieu de ses côtés est et ouest. La moitié externe du bâtiment, dont les arcades donnant sur l’extérieur de la ville ont été murées, sert de bastion défensif. Les aménagements intérieurs ont été en grande partie démolis, de sorte que l’édifice n'a plus été utilisé en tant qu’amphithéâtre après l’édification du mur d'Aurélien.
Le mur d'Aurélien a été régulièrement entretenu pour la défense de la ville et l’amphithéâtre a pu subsister jusqu'à nos jours. Il a conservé jusqu'au milieu du XVIe siècle des restes des étages supérieurs, ensuite abattus pour des exigences défensives ordonnées par le pape Paul IV. Les matériaux de démolition ont été en partie réutilisés pour la construction de nouveaux bâtiments.

## Description

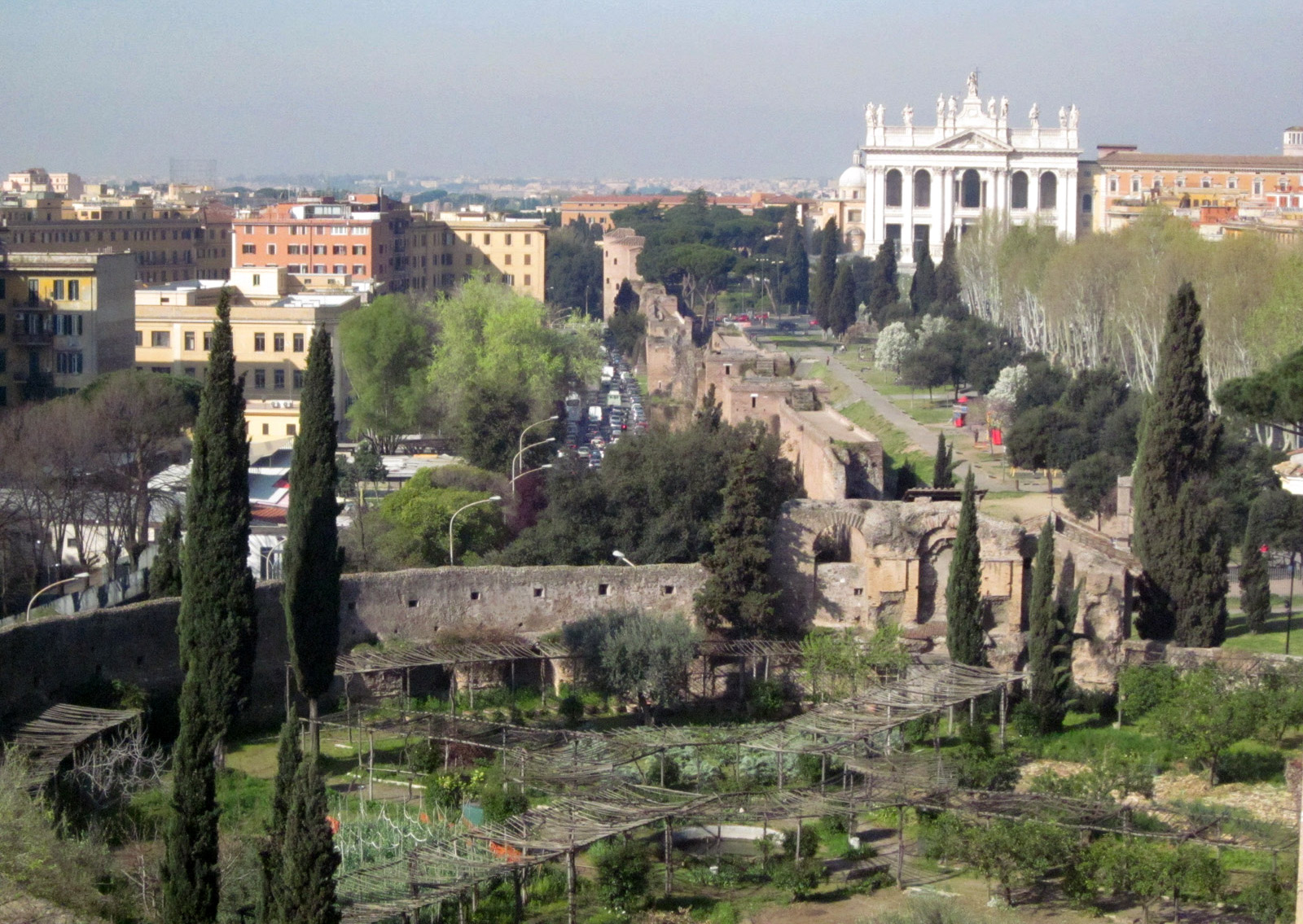
Intérieur de l'amphithéâtre (jardin), mur d'Aurélien et basilique Saint-Jean-de-Latran.

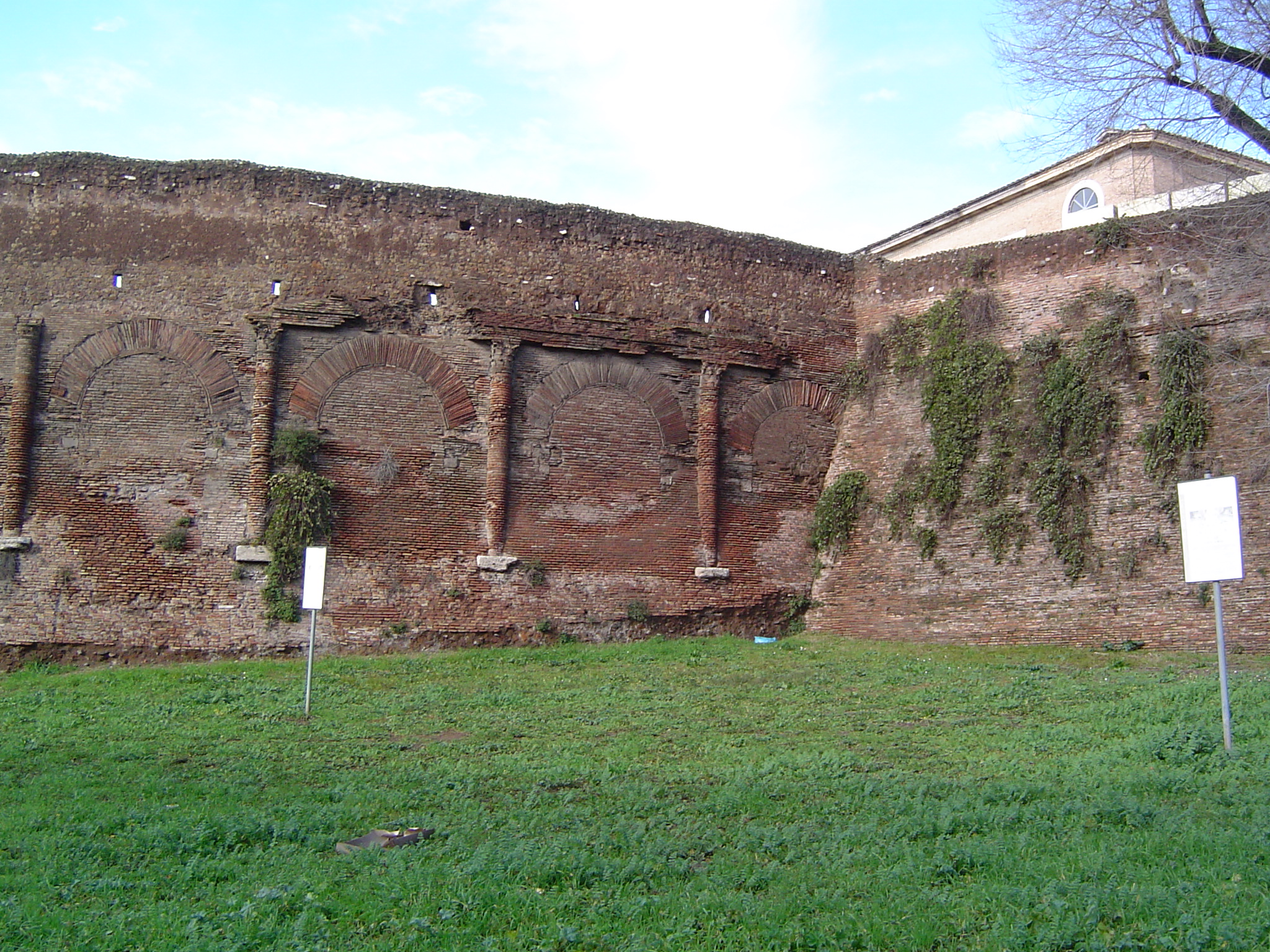
Amphithéâtre Castrense, côté sud et mur d'Aurélien.

Ce monument est, avec le Colisée, l'un des deux amphithéâtres subsistant à Rome. L’amphithéâtre a la forme d'une ellipse dont l’axe majeur mesure 88,5 m et l’axe mineur 75,8 m. Il est bâti entièrement en brique, au lieu de la pierre et du bois pour la charpente, matériaux habituellement utilisés dans ce type de constructions. 
Le mur extérieur est constitué de trois séries d’arcades ouvertes, ornées de pilastres et de chapiteaux corinthiens. Le troisième étage a entièrement disparu et il ne reste qu’une arcade du deuxième étage. 
L’amphithéâtre, aujourd’hui utilisé comme jardin annexe de la basilique Sainte-Croix-de-Jérusalem, n’est pas accessible au public.